# Podróż apostolska Benedykta XVI do Libanu
Podróż apostolska Benedykta XVI do Libanu odbyła się 14 – 16 września 2012. Oficjalne zaproszenie wystosowali prezydent Libanu Michel Sulaiman i premier Nadżib Mikati podczas swych wizyt w Watykanie w 2011.
Była to ostatnia zagraniczna podróż Benedykta XVI jako papieża.

## Przebieg wizyty[4][5]

### 14 września (piątek)
Samolot z papieżem wylądował w Bejrucie o godzinie 13:39 czasu lokalnego. Na lotnisku Benedykta XVI powitali prezydent Michel Sulaiman z małżonką, nuncjusz apostolski abp Gabriele Caccia, patriarcha maronicki Béchara Boutros Raï, emerytowany patriarcha maronicki kard. Nasrallah Piotr Sfeir, przewodniczący parlamentu Nabih Berri oraz premier Nadżib Mikati. O godzinie 18:00 w melchickokatolickiej bazylice św. Pawła w Harissie papież podpisał adhortację "Ecclesia in Medio Oriente".

### 15 września (sobota)
Przed południem w pałacu prezydenckim Benedykt XVI spotkał się kolejno z prezydentem, przewodniczącym parlamentu i premierem Libanu. Następnie spotkał się z przywódcami wyznań muzułmańskich: szyitów, sunnitów, alawitów i druzów. Wizytę w siedzibie prezydenta zakończyło przemówienie papieskie do przedstawicieli życia politycznego, instytucji państwowych i przywódców religijnych. Benedykt XVI stwierdził, że budowanie pokoju wymaga poszanowania życia ludzkiego, godności osoby i jej praw, w tym wolności religijnej, solidarności, wysiłków edukacyjnych i otwarcia się na Boga. Wczesnym popołudniem w siedzibie patriarchy ormiańskiego obrządku katolickiego w Bzommar odbyło się spotkanie z patriarchami i biskupami katolickimi. Ostatnim punktem drugiego dnia wizyty było spotkanie z młodzieżą na placu przed siedzibą patriarchatu maronickiego w Bkerke (20 tysięcy uczestników). Papież zaapelował o otwartość na innych ludzi bez względu na religię i narodowość: "Taki jest testament Jezusa i znak chrześcijanina. Oto prawdziwa rewolucja miłości".

### 16 września (niedziela)
Przed południem papież odprawił mszę w Beirut City Center Waterfront z udziałem 350 tysięcy wiernych. W homilii powiedział „Iść za Jezusem, to wziąć Jego krzyż, aby Mu towarzyszyć w drodze, drodze niewygodnej, która nie jest drogą władzy czy chwały doczesnej, lecz która musi prowadzić do wyrzeczenia się samego siebie, do tracenia swego życia dla Chrystusa i Ewangelii, aby je ocalić”. Ponadto zaznaczył, że powołaniem Kościoła i chrześcijanina jest służenie na wzór Jezusa bezinteresownie i wszystkim, bez żadnych różnic, służenie sprawiedliwości i pokojowi w świecie. Podczas modlitwy Anioł Pański Benedykt XVI zaapelował o zakończenie wojny domowej w sąsiedniej Syrii. Papież spotkał się z przedstawicielami różnych Kościołów chrześcijańskich w siedzibie patriarchatu syryjsko-katolickiego w Szarfet (Charfet). O godz. 19.40 czasu lokalnego Airbus libańskich linii lotniczych M.E.A. z papieżem na pokładzie odleciał do Rzymu.